# Белавилијер
Белавилијер (фр. Bellavilliers) насеље је и општина у северној Француској у региону Доња Нормандија, у департману Орн која припада префектури Мортањ о Перш.
По подацима из 2011. године у општини је живело 158 становника, а густина насељености је износила 10,04 становника/km². Општина се простире на површини од 15,73 km². Налази се на средњој надморској висини од 210 метара (максималној 222 m, а минималној 159 m).

## Демографија
| 1962. | 1968. | 1975. | 1982. | 1990. | 1999. | 2011. |
| ----- | ----- | ----- | ----- | ----- | ----- | ----- |
| 292   | 263   | 216   | 173   | 170   | 173   | 158   |

График промене броја становника у току последњих година